# Henri Delaval
Henri Delaval (Brussel, 1 november 1913) was een Belgisch hockeyer.

## Levensloop
Delaval was actief bij Daring HC. Hij kwam in 1931 in de eerste ploeg. Hij werd met deze club viermaal landskampioen en won vijf Bekers van België vooraleer hij op zijn veertigste besloot bij de veteranen te spelen. In het seizoen 1962-1963 kwam hij op 49-jarige leeftijd terug in de eerste ploeg en behaalde hij een zesde beker. Voor die prestatie kreeg hij de Prix de l'Effort sportif
Daarnaast debuteerde hij in 1935 in het Belgisch hockeyteam. Hij nam met dit team deel aan de Olympische Zomerspelen van 1936 en 1948. In het totaal was hij tot 1950 38 maal internationaal.
Zijn vader Nicolas en broer José waren eveneens actief in het hockey bij Daring.